# Ecología insular
La ecología insular es el estudio de los organismos insulares (es decir los que viven en las islas) y las interacciones entre ellos. Las islas constan de casi 1/6 del área terrestrial de la tierra, sin embargo la ecología de los ecosistemas insulares difieren enormemente en comparación con la de las hábitats continentales. Las diferencias entre las especies insulares y sus homólogos continentales en términos de morfología, ecología, fisiología y comportamiento se llama el "síndrome insular"
El aislamiento genético y la abundancia de los nichos ecológicos vacíos aumenta la tasa de  especiación. Como resultado, los ecosistemas insulares constan de 30% de los puntos calientes de biodiversidad y 50% de la biodiversidad marina tropical del mundo, además de unos de las especies más inusuales y raros. Se cree que varios especies insulares aún se quedan incógnitas. 
La diversidad de especies en las islas sufren una susceptibilidad alta a las actividades humanos como la deforestación y la introducción de especies foráneas. Para combatir eso, los ecologistas fomentan a los empresarios a enfocar en la conservación y la restauración de las especies insulares. Debido a que los ecosistemas insulares son pequeños, las islas proveen una oportunidad para estudiar el proceso de extinción que se puede extrapolar para aplicarlo a los ecosistemas más grandes. 

## Procesos ecológicos en las islas
Las islas son sitios atractivos para la investigación ecológica porque proveen ejemplos claros de la evolución en proceso. Demuestran patrones interesantes de la colonización, la adaptación y la especiación. 

### Colonización y establecimiento
Las islas están rodeadas por agua y pueden o no existir como parte de una masa continental. Las islas oceánicas surgen de la actividad volcánica o el crecimiento de un arrecife, y suelen desaparecer con el pasa del tiempo debido a la erosión o la subida del nivel del mar. Cuando surgen las islas, una serie de sucesiones ecológicas suceden cuando las especies foráneas colonizan la isla (véase la teoría de biogeografía de islas). Las especies nuevas no pueden inmigrar a través de la tierra, sino en lugar de eso deben llegar por el aire, el viento o el agua. Como resultado, los organismos con la capacidad de dispersión más alta, como las plantas y las aves, tienden a invadir primero y constar una proporción más grande de las especies insulares que los que no pueden llegar con tan facilidad por ejemplo los mamíferos. Sin embargo, unos mamíferos alcanzan las islas, por medio de la natación o montando balsas de vegetación que se separan de la tierra continental. Eso es una teoría de cómo los primates atravesaron los océanos índico y atlántico para llegar a Madagascar y América del Sur antes de que divergieron en los estrepsirrinos y los monos del nuevo mundo respectivamente.
De las pocas especies que llegan a las islas, solo una minoridad podrán sobrevivir para establecer poblaciones a largo plazo. Como resultado, las islas posean menos especies que los hábitats continentales. Esas poblaciones pequeñas sufren niveles reducidos de competencia interespecífica y depredación y experimentan "la liberación ecológica" en que ellos están liberadas de las interacciones que tenían con su comunidad ancestral, dejándoles a invadir nichos ecológicos nuevos. Esas poblaciones nuevas también demuestran un nivel bajo de variación genética debido al efecto fundador. Finalmente, como resultado de los presiones ecológicos diferentes, se producen morfologías, ecologías, fisiologías y comportamientos que difieren entre las especies insulares y sus homólogos continentales, un efecto que se llama Síndrome insular.

### Adaptación

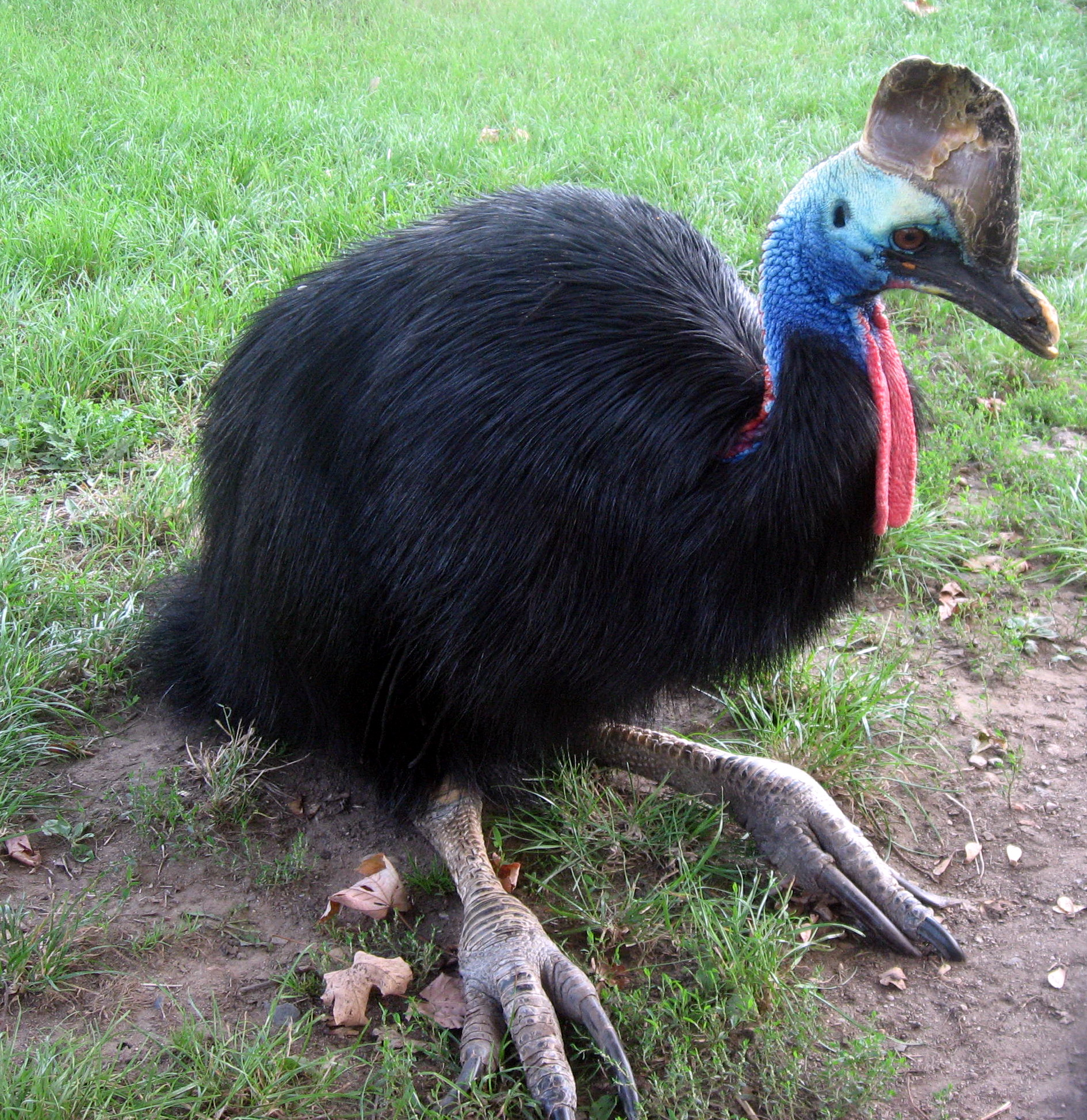
El casuario común, una ratite que demuestra gigantismo insular y plumaje sexualmente monomórfico, ambas características de Síndrome insular

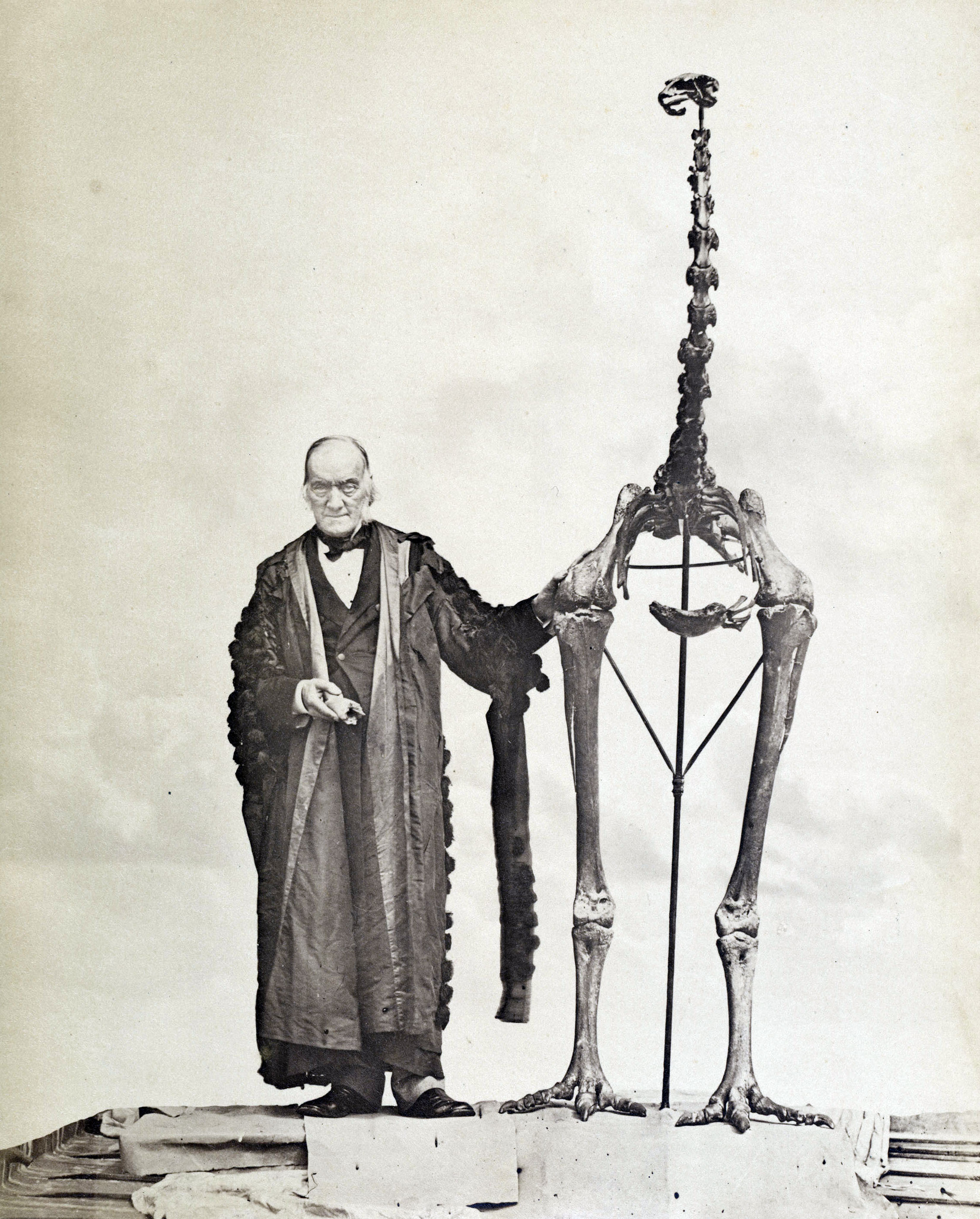
Esqueleto del extinto superpredador, la Moa de Nueva Zelanda, junto a Richard Owen.

Como resultado de los presiones ecológicos diferentes actuando sobre los organismos insulares, se desarrollan diferentes morfologías, ecologías, fisiologías y comportamientos en comparación con sus homólogos continentales, un efecto que se llama "síndrome insular". El riesgo reducido de depredación suele hacer que los animales convertir en más dóciles, un componente del síndrome insular que se llama "Mansedumbre de isleños", y también que pierden morfologías y comportamientos anti-depredadores. Competencia interespecífica entre especies continentales hace que el tamaño de sus cuerpos divergir para que pueden evitar altos niveles de competencia a través de ocupar nichos ecológicos distintos. Competencia interespecífica reducida entre especies insulares disminuye la presión evolutiva para ocupar nichos distintos. Como resultado, hay menos diversidad en los tamaños corporales de las especies insulares. Los mamíferos cuyos cuerpos son normalmente de tamaño pequeño (por ejemplo, el fosa es un pariente insular más grande del herpéstido) mientras que esos cuyos cuerpos son normalmente de tamaño grande (como el hipopótamo de Madagascar que es un pariente insular más pequeño del hipopótamo continental). Esos son ejemplos de gigantismo insular y enanismo insular respectivamente. Este efecto se llama la "ley de Foster" o el "efecto insular" y se sugiere que minimiza el gasto energético. Por el contrario, las aves y los reptiles suelen demostrar gigantismo insular, que ejemplifican la moa, el casuario y el dragón de Komodo. Éste cambio a un tamaño corporal más grande está a menudo acompañado, así como en la moa y el dragón de Komodo, por la invasión del nicho ecológico del superpredador.
Otras adaptaciones a la vida insular incluyen una incidencia mayor de poiquilotermia porque los animales pueden permitir que su tasa metabólica basal reduzca puesto que hay un riesgo bajo de depredación. Niveles bajos de selección sexual dar como resultado que las aves machas pierden su plumaje colorado que de lo contrario se usaría para demostraciones sexuales. Los parásitos sufren diversidad genética reducida mientras las plantas pierden morfologías defensivas, cómo las púas y las sustancias químicas tóxicas, y aumentan su capacidad de dispersión.